# Фокер 100
Фокер 100 (Fokker 100) је путнички авион за кратке линије холандске производње. Продавао се у две верзије 100 и 70. Пилоти и механичари тренирани за једну могу без икаквих проблема да раде и на другој.
Авион је настао на бази старијег Фокера 28. Први лет верзије 100 је био 30. новембра 1986. а први авиони су испоручени Свисеру у новембру 1988. Први Фокер 70 је полетео 1993. 
Производња је окончана 1997. после банкротства Фокера. Произведено је укупно 327 примерака. Последњих година је постао доста популаран на тржишту половних авиона због своје цене и квалитета.
Постоји интерес да се производња овог авиона, пре свега Фокера 70, поново покрене. Компанија Рекоф (Фокер читано уназад) преговара о томе али до сада без успеха.